# Аничкин, Иван Степанович
Иван Степанович Аничкин (род. 25 сентября 1938, Приморск, Запорожская область, УССР, СССР) — советский и российский инженер, политик, народный депутат СССР, народный депутат РСФСР, депутат Государственной Думы ФС РФ I и II созывов, член политсовета Российского общенародного союза (РОС), председатель Новосибирского отделения РОС.

## Биография
Служил в вооружённых силах, проходил срочную службу в Военно-морском флоте СССР. В 1966 году получил высшее образование по специальности «инженер-электрик» окончив Харьковский политехнический институт имени В. И. Ленина.
С 1967 по 1978 год работал на Новосибирском заводе радиодеталей мастером, начальником ОТК, заместителем начальника цеха, начальником цеха, был председателем партийного комитета КПСС завода. С 1978 по 1984 год работал главным инженером, с 1984 по 1993 год генеральным директором Новосибирского производственного объединения «Оксид».
С 1989 по 1991 год — депутат Новосибирского областного Совета. Был членом КПСС до 1991 года. С 1990 по 1993 год был народным депутатом России от Новосибирской области, член фракции «Промышленный союз». 9 июня 1990 зачитал в прямом эфире проект Декларации о суверенитете Российской Федерации.
В 1993 году избран депутатом Государственной думы I созыва по Заводскому одномандатному избирательному округу № 125 (Новосибирская область). В Государственной думе первого созыва был членом комитета по промышленности, строительству, транспорту и энергетике. С 1994 года был председателем Новосибирского отделения Российского общенародного союза (РОС), был членом политического совета РОС.
В 1995 году избран депутатом Государственной думы II созыва по Заводскому одномандатному избирательному округу № 125 (Новосибирская область). В Государственной думе был заместителем председателя Комитета по труду и социальной политике, входил в депутатскую группу «Народовластие».
С 2003 года работал экспертом по вопросам взаимодействия Администрации Новосибирской области с Государственной Думой Федерального Собрания Российской Федерации.

## Законотворческая деятельность
За время исполнения полномочий депутата Государственной думы I и II созыва выступил соавтором 34 законодательных инициатив и поправок к проектам федеральных законов.

## Награды
- Дважды орден Трудового Красного Знамени;
- Орден «Знак Почёта»;
- Почётный радист СССР.